# Derby di Teheran
Il derby di Teheran (in persiano شهرآورد تهران‎,Shahrāvard-e Tehrān), noto anche come derby rossoblù (in persiano شهرآورد سرخابی‎, Shahrāvard-e Sorkhābi), è la partita stracittadina di calcio tra l’Esteghlal e il Persepolis, le due squadre iraniane più titolate e sostenute, entrambe con sede nella capitale Teheran.
La rivalità, la maggiore della Lega professionistica del Golfo persico, la massima divisione del campionato iraniano di calcio, è considerata una delle più accese in Asia e nel mondo.

## Storia

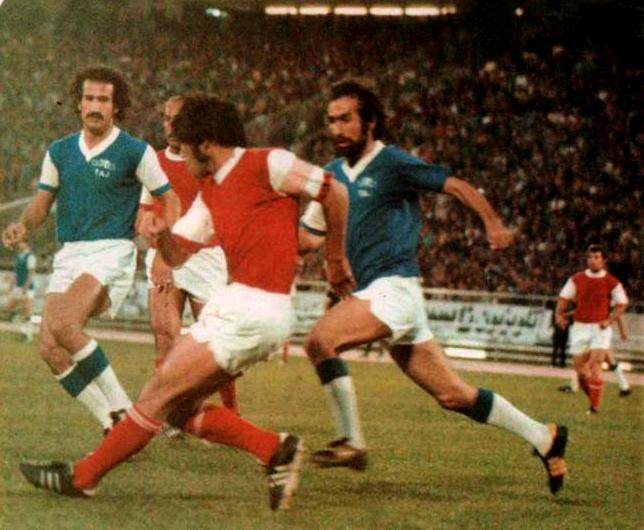
Persepolis e Taj in campo negli anni '70.

Il primo derby di Teheran tra Esteghlal e Persepolis si tenne il 5 aprile 1968 allo stadio Amjadieh e finì senza reti. All'epoca l'Esteghlal era noto come Taj SC. Ambo le squadre erano state fondate da poco tempo, ma il Persepolis godeva già di un ampio sostegno di tifosi, dato che aveva raccolto l'eredità dello Shahin, club molto popolare, poi scioltosi. La rivalità tra Shahin e Taj fu trasposta interamente in quella tra Taj SC e Persepolis.
Con gli anni la contrapposizione tra le due compagini assunse connotazioni extracalcistiche. Negli anni '70 la tifoseria del Persepolis, molto più folta, era generalmente classificata come appartenente alla classe operaia, mentre il Taj era visto come il club della borghesia, sostenuto dalle fasce più agiate della società iraniana.
Episodi di violenza si verificarono frequentemente in occasione delle partite tra le due squadre: nei casi più gravi avvennero anche scontri fisici tra calciatori e tifosi.
Dal 1995 la federcalcio iraniana ha sovente invitato arbitri stranieri a dirigere l'incontro, per rasserenare il clima e fugare sospetti di imparzialità nelle direzioni di gara.
Le partite tra le due compagini di Teheran si svolgono generalmente allo stadio Azadi, ma alcuni derby si sono svolti anche allo stadio Amajdieh (oggi stadio Shahid Shiroudi) di Tehran e allo stadio Sahand di Tabriz.
Il più giovane marcatore nel derby di Teheran è Hassan Rowshan dell'Esteghlal, che il 25 maggio 1974, all'età di 18 anni e 357 giorni, decise con una propria rete la partita vinta per 1-0 contro il Persepolis. Il più giovane marcatore del Persepolis è, invece, Ali Alipour, che il 15 maggio 2010, all'età di 19 anni e 185 giorni, segnò il gol della vittoria dei suoi contro l'Esteghlal.

## Statistiche
Aggiornate al 15 maggio 2021.

### Testa a testa
| Competizione                | Partite | Vittorie dell'Esteghlal | Pareggi | Vittorie del Persepolis | Reti dell'Esteghlal | Reti del Persepolis |
| --------------------------- | ------- | ----------------------- | ------- | ----------------------- | ------------------- | ------------------- |
| Iran Pro League             | 38      | 8                       | 20      | 10                      | 34                  | 36                  |
| Azadegan League             | 14      | 5                       | 5       | 4                       | 12                  | 13                  |
| Qods League                 | 1       | 1                       | 0       | 0                       | 2                   | 1                   |
| Coppa Takht Jamshid         | 11      | 4                       | 3       | 4                       | 12                  | 16                  |
| Campionato locale dell'Iran | 3       | 1                       | 0       | 2                       | 2                   | 7                   |
| Coppa dell'Iran             | 3       | 1                       | 1       | 1                       | 4                   | 2                   |
| Supercoppa iraniana         | 1       | 0                       | 0       | 1                       | –                   | –                   |
| Tornei di Teheran           | 14      | 3                       | 9       | 2                       | 11                  | 9                   |
| Partite ufficiali           | 85      | 23                      | 38      | 24                      | 77                  | 84                  |
| Amichevoli                  | 7       | 3                       | 4       | 0                       | 8                   | 5                   |
| Totale generale             | 95      | 26                      | 44      | 24                      | 88                  | 94                  |